# Moi je m'appelle Manuel Valls

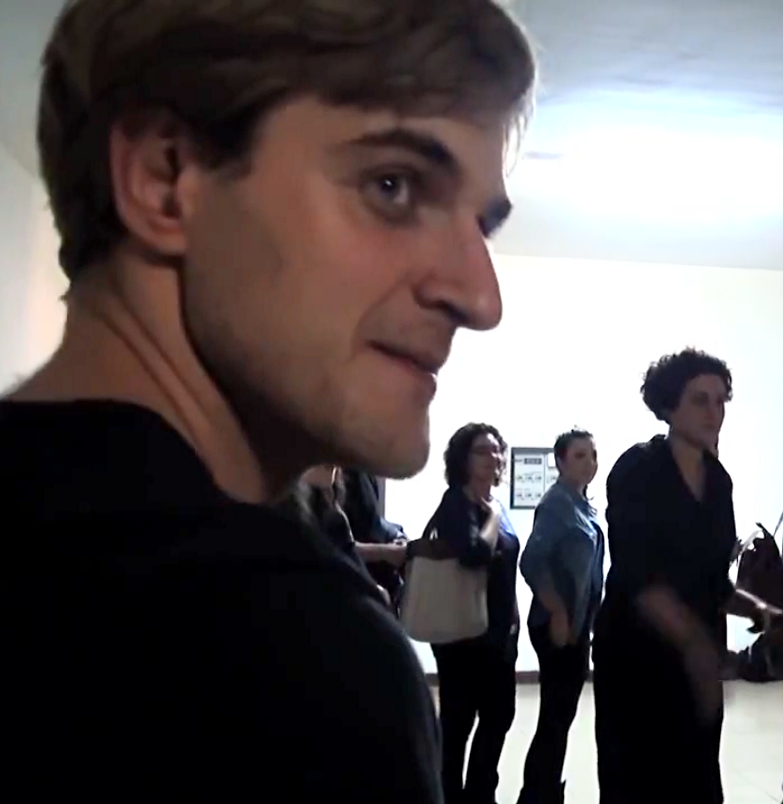
L'actor català David Marcé el 2012

«Moi... Manuel Valls», conegut popularment com a «Moi je m'appelle Manuel Valls» (lit. ‘Jo em dic Manuel Valls’) és un gag i una cançó del programa de TV3 Polònia. Parodia el comportament en l'esfera del poder, particularment a l'Ajuntament de Barcelona, del polític francès d'origen català Manuel Valls i Galfetti, interpretat per David Marcé. El gag originà arran d'unes declaracions de Valls al diari espanyol El Mundo a mitjans de maig del 2021 en el qual anunciava que pensava en dimitir i tornar a França ja que se sentia "sobretot francès, en els seus valors i la seva manera de fer política".
Aquest fals comiat del seu càrrec a l'Ajuntament de Barcelona s'ha realitzat a partir d'una de les cançons més famoses de la cantant francesa Alizée «Moi... Lolita». S'hi critica la seva posició molt propera al món financer i alhora la seva propensió a canviar d'ideologia política en funció dels seus interessos. Alhora també es burla del seu poc coneixement de Barcelona o de la cultura catalana. Emès el 27 de maig del 2021, ha conegut un gran èxit, sobretot a França, estat on l'antic primer ministre francès se situa entre els polítics més impopulars. Durant una entrevista per a la televisió en línia francesa Blast el 2022, Marcé, l'actor que interpreta Valls, va comentar que arran de la viralitat del gag el compte Twitter del programa de TV3 es va omplir de missatges en francès.
L'endemà de la difusió, la premsa en llengua francesa començà a fer-se ressò del vídeo paròdic, que anà accelerant la difusió del gag dels humoristes catalans entre el públic francòfon. El Huffington Post, un dels primers diaris a difondre la notícia, al seu apartat sobre política, comentava la crítica de Valls amb el títol "Ce clip montre que Manuel Valls ne sera pas regretté en Catalogne" (o sigui "Aquest vídeo mostra que no s'enyorarà Manuel Valls a Catalunya"). Després d'aparéixer a diverses capçaleres de la premsa francesa com ara a Slate uns quants dies després, la revista d'opinió dretana Valeurs Actuelles, el web informatiu dels musulmans de França Saphirnews, els diaris La Voix du Nord o L'Indépendant, la revista del cor Gala, se'n parlà fins i tot a les revistes més populars sobre famosos com ara Closer el 2 de juny i Voici el 6 de juny del mateix any. La premsa belga també donà notícia ràpidament de la caricatura a partir del 28 de juny com ara al diari DH Les Sports +. o La Libre. El vídeo es va escampar a través de diversos programes d'entrevistes de la televisió francesa com ara al programa C à vous de France 5, un canal televisiu públic, que el van subtitular.
Arran d'un tuit que Valls féu el dia següent de la projecció de l'esquetx criticant el gag i alhora TV3, al qual respongué Toni Soler, el prestigiós economista català Xavier Sala i Martín li va replicar el 28 de maig: "Ets un homenet patètic i irrellevant. Ah, i mentider: aquest programa de TV3 s'enfot de TOTHOM i no només dels no independentistes. Esteu tan acostumats a controlar les màquines de propaganda que quan hi ha un mitjà que us critica, us poseu molt nerviosos."
Més tard, el 1r de juny, durant una entrevista al canal de notícies La Chaîne Info, Valls va haver de veure i comentar el vídeo. Malgrat que al principi va comentar que el vídeo era «cruel i just» alhora, que l'intèrpret tenia talent i que la paròdia «està ben feta i fa riure la gent», va criticar tot seguit TV3 afirmant que «la televisió pública catalana és una màquina de guerra, de propaganda ideològica inimaginable, que no existeix a la resta d’Europa».
El 25 de desembre del 2021, Equinox, la ràdio en llengua francesa de Barcelona, va situar "Moi, Manuel Valls" en primera posició dels vídeos més còmics del programa Polònia.
El vídeo continua gaudint de certa notorietat ja que durant les eleccions presidencials del 2022, arran d'una piulada del polític durant la qual va fotografiar el seu document d'identitat sense ocultar-ne el número, alguns internautes van fer befa d'ell fent ús de la paròdia mitjançant deepfake. Al febrer del 2023, el diari El diario.es va classificar en desena posició "Moi... Manuel Valls" entre els 10 esquetxs més vistos de Polònia a Youtube.